# Bedrijfsfilm
Een bedrijfsfilm verwijst naar audiovisueel bedrijfscommunicatiemateriaal zoals dvd, blu-ray, High Definition Video, steaming video of andere media, in de eerste plaats bedoeld voor gebruik door een bedrijf of organisatie.

## Omschrijving
De term "bedrijfsfilm" is een allesomvattende beschrijving voor video's gemaakt voor zakelijke en/of informatieve doeleinden. Daaronder vallen bedrijfspromotievideo's, productvideo's, trainingsvideo's en informatieve video's.
Een bedrijfsfilm wordt vaak ingezet voor een bepaald doel in een bedrijfs- of B2B-milieu en wordt bekeken door een beperkte doelgroep. Het doel van een bedrijfsfilm is veelal klantenwerving, kostenbesparing of risicovermindering.
Het laten maken van een bedrijfsfilm valt vaak onder de verantwoordelijkheid van de marketing- en communicatieafdeling van een bedrijf.
Hoewel bedrijfsvideografie al sinds 1970 bestaat, is de productie ervan na 1990 in een stroomversnelling geraakt. Met de groei in digitale technologie is er nu vaak de samensmelting van bedrijfsfilms en andere vormen van mediacommunicatie, zoals televisie en internet. Een bedrijf kan beschikken over een promotionele video op zijn website of op een videowebsite als YouTube en is dan in potentie bereikbaar voor een veel breder publiek.
Een bedrijfsfilm kan worden geproduceerd met behulp van dezelfde productietechnieken en stijl als een televisieprogramma (dezelfde faciliteiten en crew) en weet zo het publiek te boeien, zoals ze gewend zijn te kijken naar populaire media. Een bedrijfsfilm zou zelfs het thema kunnen hebben van een bekende tv-serie.
Een videoproductiebedrijf ontvangt instructies van de opdrachtgever, ontwikkelt een script en plan van aanpak (en soms een storyboard), met de opdrachtgever wordt een draaiboek en leveringsdatum overeengekomen. De productietijd en -omvang van een bedrijfsfilm kunnen sterk variëren. Voor sommige video's wordt slechts een minimale crew en basisuitrusting ingezet, terwijl andere bedrijfsfilms (vaak met een hoger budget) een vergelijkbaar niveau hebben als dat van een tv-uitzending of reclamespot.
Het productieproces omvat dikwijls de volgende fasen:
- Preproductie, planning, inclusief script en storyboard. Overeenkomst tussen videoproductiebedrijf en de klant.
- Productie, inclusief opnamen op locatie met cameraploeg en regisseur. Mogelijk ook met bijvoorbeeld acteurs en/of presentatoren.
- Postproductie en videomontage. Het gefilmde beeldmateriaal wordt bewerkt. In deze fase wordt ook een voice-over opgenomen, een sounddesign ontwikkeld en worden afbeeldingen alsook 2D/3D-animatie toegevoegd, om de bedrijfsfilm vervolgens te kunnen renderen, d.w.z. alle beelden te kunnen verwerken tot één geheel.

## Mogelijkheden
- Algemene bedrijfspromotie
- Veiligheids- en instructievideo's
- Productfilms (promotie, technologie, demonstratie)
- Jaarverslagen
- Videorollenspel (vaak met acteurs)
- Testimonials (reviews klanten)
- Registratie van een bedrijfsevenement (bijvoorbeeld een conferentie of productlancering)
- Live of on-demand-webcast
- Narrowcasting
- Zakelijke televisie
- Sociale media (promotie, virals)